# Anna Olga Fidrmucová
Anna Olga Fidrmucová, v matrice jen Anna (29. března 1896 Vrbice – 16. srpna 1926 Železnice), byla česká spisovatelka, překladatelka a redaktorka.

## Život
V evangelické matrice je uvedeno datum narození 29. března, tedy ne 30. března, jak je uvedeno v jiných zdrojích. Rodiči Anny Fidrmucové byli Václav Fidrmuc, rolník narozený 26. července 1867 ve Vrbici, a Aloisie Fidrmucová-Svatoňová narozená v Senicích. Měla čtyři sourozence: Františka (1891), Milanu (1893), Františku (1894) a Václava (1898).
Otec odjel za prací do Porto Alegre v Brazílii, po návratu koupil mlýn v Železnici u Jičína.
Anna Fidrmucová byla spisovatelkou, překladatelkou z němčiny a francouzštiny a redaktorkou. Zemřela ve věku třiceti let na tuberkulózu.

## Dílo

### Próza
- Žena mezi ženami: z darovaných zápisků mladého muže – Praha: Proudy, 1920[5]

### Překlady
- Princezna z Nemanic: dívčí román – Hedwig Courths-Mahlerová. Praha: Rodina, [1933]; Road, 1992
- Čtenářova příručka: praktický slovníček cizích slov – 1923

### Redakce
- Divadelní almanach – redigovali Anna Olga Fidrmucová, František Salesius Frabša. Praha-Vinohrady: nákladem týdeníku Divadelní listy, 1924[6]